# И стены имеют уши
«И стены имеют уши» (исп. Las paredes oyen) — комедия испанского писателя Хуана Руиса де Аларкона, написанная в 1617 году, впервые поставленная на сцене в 1627 году и опубликованная в 1628, в первой части собраний пьес этого драматурга. Считается одним из наиболее значительных произведений Аларкона.
Главный герой пьесы — дон Хуан Мендоса, в котором литературоведы видят альтер эго автора. Это уравновешенный и стойкий человек, который любит донью Анну Контрерас и соперничает из-за неё с доном Мендо, движимым страстью.